# نتالي للإنتاج والتوزيع الفني
نتالي للإنتاج والتوزيع الفني
شركة إنتاج لسيدة الأعمال السورية سوسن شيخ البساتنة، بدأت كتجمع مسرحي ثم تأسست كشركة لإنتاج الأعمال عام 2006م.
تتألف شركة نتالي من عدة أقسام:
```
- قسم المسرح :
```

والذي يعنى بإنتاج العروض المسرحية
ومن أهم الأعمال التي قدمتها شركة نتالي في المسرح
عام 2003 مسرحية أفراح العيد
تأليف: علي كريم
إخراج: هشام النشواتي
عام 2004 مسرحية حماة الأرض
تأليف: طلال اللبابيدي
إخراج: هشام النشواتي
عام 2005 مسرحية مغامرة في مدينة المستقبل
تأليف جوان جان
عام 2005 مسرحية الغزاة
تأليف: نضال حمادي, بطولة: أندريه سكاف , جمال العلي
عام 2006 مسرحية سانتومان (الفتى الخارق)
تأليف: مهند ورد
إخراج: نضال سيجري
شارك في تمثيلها: محمد خير الجراح, جمال العلي, مهند ورد, رشا الزغبي , سوسن أبو الخير , مظهر جروج...
عام 2007 مسرحية الكواكب السحرية
تأليف: سامر عادلة
إخراج: مهند ورد
شارك في تمثيلها : أندريه سكاف , محمد خير الجراح , مهند ورد , ليلى بقدونس..
عام 2007 مسرحية فارس الأرض
تأليف وإخراج: مهند ورد
شارك في تمثيلها: أندريه سكاف , مهند ورد , راكان تحسين بيك , تماضر غانم , خلدون قاروط , مظهر جروج , ياسر معلوف , ماهر إسماعيل , نوار لكود , نور الديراني...
عام 2008 مسرحية أمير الألحان
تأليف وإخراج: مهند ورد
شارك في تمثيلها: أندريه سكاف , مهند ورد , ليلى بقدونس , راكان تحسين بك , نضال جوهر , ماهر إسماعيل , خالد أبو بكر...
```
– قسم الدوبلاج :
```

والذي يقدم دبلجة للأعمال الأجنبية من مسلسلات الدراما والأفلام الوثائقية وأفلام الكرتون..
```
– قسم الإنتاج والتنفيذ :
```

تنفيذ وإنتاج المسلسلات الدرامية والبرامج المنوعة
عام 2015 مسلسل الرحلة الأخيرة , تأليف أحمد حامد
عام 2016 مسلسل حكاية بيت , تأليف بسام ناصر , إخراج رشاد كوكش
```
- قسم التوزيع والتسويق
```

يهتم بتوزيع الأعمال الفنية وتسويقها لكافة القنوات الفضائية العربية في أنحاء العالم..
```
– قسم الدعاية والإعلان..
```

ويُعنى بالترويج الإعلاني المرئي والمسموع والطرقي والمقروء..
شاركت أعمال نتالي الفنية بالعديد من المهرجانات المحلية والدولية:  مهرجان معرض دمشق الدولي , مهرجان الغدير الإعلامي الدولي , مهرجان الزهور , مهرجان الربيع.. الخ.....

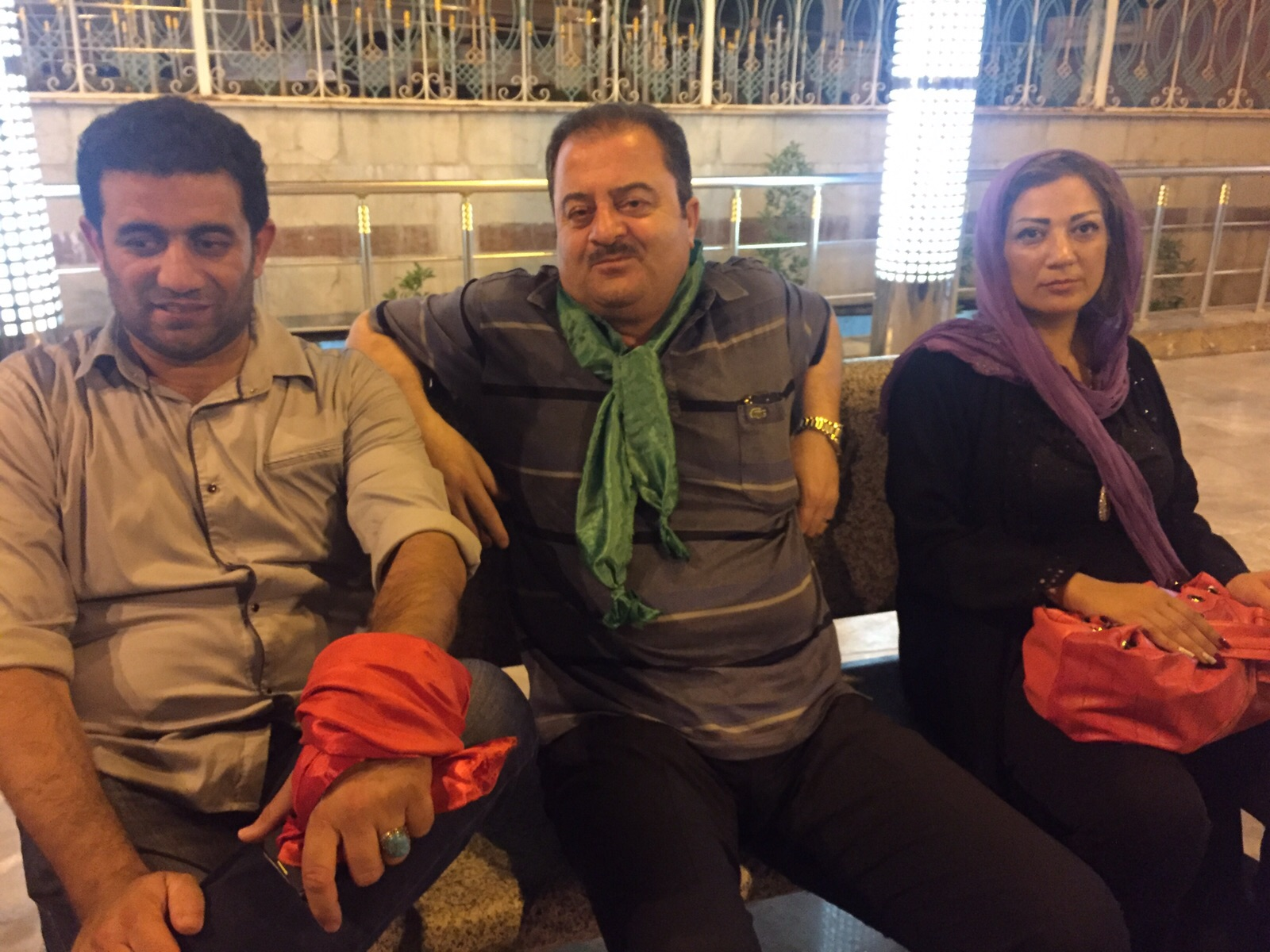
السيدة سوسن شيخ البساتنة مع نقيب الفنانين زهير رمضان بمدينة النجف - مهرجان الغدير الإعلامي الدولي

وصلات خارجية:
1*  https://www.youtube.com/watch?v=4bUR8BZ8f0I
2*  https://www.youtube.com/watch?v=0B7_u-xs9To
3*  https://www.youtube.com/watch?v=-tgg_qvoe6k
4*  https://www.youtube.com/watch?v=PxJoTdCjLDU
5*  https://www.youtube.com/watch?v=uKXMarLXJ6A
6*  https://www.youtube.com/watch?v=3TJHA4a7t1Q
7*  https://www.youtube.com/watch?v=H9OJo_p1U6s
8*  https://www.youtube.com/watch?v=AQRLzEtyP6o
9*  https://www.youtube.com/watch?v=U4M9u1iA1e0
10*  https://www.youtube.com/watch?v=Qj_KoIg7RqQ